# Анжу
Анжу (фр. Anjou, лат. Andegavia) је била грофовија (успостављена око 880. године), односно војводство (од 1360). Данас је традиционална провинција у западној Француској смештена око града Анже у доњем делу долине Лоаре. Из ове области долази знаменита средњовековна династија Анжујаца. Територија одговара отприлике данашњем департману Мен и Лоара.